# Nabu-mukin-apli
Nabu-mukin-apli va ser el fundador de la VIII dinastia de Babilònia, també anomenada Dinastia E. Va governar 36 anys, del 978 aC al 943 aC, segons la Llista dels reis de Babilònia. La Llista sincrònica de reis el fa contemporani de Teglatfalassar II d'Assíria.
Durant el seu regnat van ser constants les invasions dels arameus, cosa que va provocar l'aïllament de Babilònia del rerepaís agrícola amb la dificultat que això va representar per celebrar el festival d'any nou o Akitu, que celebrava la victòria dels déus Marduk i Nabu. Les fonts que parlen d'ell són poques, i no es coneixen fets d'aquest rei durant el seu regnat. El seu fill més petit, Rīmūt-ilī, va ser šatam ekurrāti, supervisor dels temples. El va succeir el seu fill Ninurta-kudurri-usur II que sembla que va governar només durant vuit mesos i després un altre fill, Mar-biti-ahhe-iddina, per un període que no es coneix amb exactitud.